# إيغور بيليتش
إيغور بيليتش مواليد 9 سبتمبر 1988 في نيكشيتش، الجبل الأسود، هو لاعب كرة سلة مونتينيغري. بدأ مسيرته الاحترافية في سنة 2005. يحمل الرقم -. يبلغ طوله 6 قدم 8 بوصة (2.0 م). لعب مع نادي إف إم بي لكرة السلة ونادي مورنار بار لكرة السلة في دوري أبطال أوروبا لكرة السلة.

## روابط خارجية
- إيغور بيليتش على موقع كرة السلة الأوروبية.كوم (الإنجليزية)
- إيغور بيليتش على موقع ريلجم (الإنجليزية)
- إيغور بيليتش على موقع بروبوليرز (الإنجليزية)